# Президентски избори в Германия (2017)
Президентските избори в Германия през 2017 г. се провеждат на 12 февруари. На тях се избира 12-ият федерален президент на Германия, като избирането не се случва пряко от народа. Президентът се определя от Федералното събрание (избирателен орган, който се състои от всички членове на настоящия Бундестаг) и равен брой членове, които се избират от 16-те парламента на провинциите в страната (наречен Ландтаг).
На 6 юни 2016 г. президентът Йоахим Гаук обявява, че няма да се кандидатира за преизбиране, позовавайки се на напредналата си възраст. Франк-Валтер Щайнмайер от ГСДП е номиниран за единствен кандидат на управляващата коалиция през ноември 2016 г. и тъй като Християндемократическият съюз решава да не издигне кандидат срещу него, изборът му се смята за гарантиран. Щайнмайер е избран на първо гласуване и встъпва в длъжност на 19 март 2017 г.

## Федерално събрание
Състав на Федералното събрание:
| Партия или коалиция                                                           | Членове на Бундестага | Членове на Ландтага | Общо | Дял   |
| ----------------------------------------------------------------------------- | --------------------- | ------------------- | ---- | ----- |
| Християндемократически съюз, Християнсоциален съюз (CDU / CSU)                | 309                   | 230                 | 539  | 42,8% |
| Германска социалдемократическа партия (SPD)                                   | 193                   | 191                 | 384  | 30,5% |
| Съюз 90/Зелените (Bündnis 90/Die Grünen)                                      | 63                    | 84                  | 147  | 11,6% |
| Левица (Die Linke)                                                            | 64                    | 31                  | 95   | 7,5%  |
| Свободна демократическа партия (FDP)                                          | 0                     | 36                  | 36   | 2,9%  |
| Алтернатива за Германия (AfD)                                                 | 0                     | 35                  | 35   | 2,8%  |
| Пиратска партия на Германия                                                   | 0                     | 11                  | 11   | 0,9%  |
| Свободни избиратели                                                           | 0                     | 10                  | 10   | 0,8%  |
| Избирателен съюз на Южен Шлезвиг (SSW)                                        | 0                     | 1                   | 1    | 0,1%  |
| Бранденбургски обединени граждански движения / Свободни избиратели (BVB / FW) | 0                     | 1                   | 1    | 0,1%  |
| Общо                                                                          | 630                   | 630                 | 1260 | 100%  |

## Резултати
16–то Федерално събрание избра Франк-Валтер Щайнмайер на първо гласуване. Той встъпва в длъжност на 19 март 2017 г.
| Кандидат          | Кандидат               | Партия                                | Подкрепа от политически сили                | Първи тур | Първи тур |
| Кандидат          | Кандидат               | Партия                                | Подкрепа от политически сили                | Гласове   | %         |
| ----------------- | ---------------------- | ------------------------------------- | ------------------------------------------- | --------- | --------- |
|                   | Франк-Валтер Щайнмайер | Германска социалдемократическа партия | SPD, CDU / CSU, Съюз 90/Зелените, FDP и SSW | 931       | 73,89     |
|                   | Кристоф Бътървеге      | независим                             | Левица                                      | 128       | 10,16     |
|                   | Алберт Глейзър         | Алтернатива за Германия               | Алтернатива за Германия                     | 42        | 3,33      |
|                   | Александър Холд        | Свободни избиратели                   | Свободни избиратели и BVB / FW              | 25        | 1,98      |
|                   | Енгелберт Сонеборн     | независим                             | Пиратска партия на Германия и Die PARTEI    | 10        | 0,79      |
| Въздържали се     | Въздържали се          | Въздържали се                         | Въздържали се                               | 103       | 8,17      |
| Невалидни гласове | Невалидни гласове      | Невалидни гласове                     | Невалидни гласове                           | 14        | 0,11      |
| Общо              | Общо                   | Общо                                  | Общо                                        | 1 253     | 99,44     |
| С право на глас   | С право на глас        | С право на глас                       | С право на глас                             | 1 260     | 100       |